# Champigny (Marne)
Champigny és un municipi francès, situat al departament del Marne i a la regió del Gran Est. L'any 2007 tenia 1.231 habitants.

## Demografia

### Població
El 2007 la població de fet de Champigny era de 1.231 persones. Hi havia 414 famílies, de les quals 47 eren unipersonals (16 homes vivint sols i 31 dones vivint soles), 132 parelles sense fills, 218 parelles amb fills i 17 famílies monoparentals amb fills.
La població ha evolucionat segons el següent gràfic:
Habitants censats

### Habitatges
El 2007 hi havia 428 habitatges, 413 eren l'habitatge principal de la família, 1 era una segona residència i 14 estaven desocupats. 418 eren cases i 10 eren apartaments. Dels 413 habitatges principals, 294 estaven ocupats pels seus propietaris, 116 estaven llogats i ocupats pels llogaters i 4 estaven cedits a títol gratuït; 7 tenien dues cambres, 25 en tenien tres, 79 en tenien quatre i 302 en tenien cinc o més. 367 habitatges disposaven pel capbaix d'una plaça de pàrquing. A 121 habitatges hi havia un automòbil i a 270 n'hi havia dos o més.

### Piràmide de població
La piràmide de població per edats i sexe el 2009 era:
| Homes | Edats   | Dones |
| ----- | ------- | ----- |
| 0     | 95 o +  | 0     |
| 0     | 90 a 94 | 16    |
| 0     | 85 a 89 | 0     |
| 0     | 80 a 84 | 4     |
| 4     | 75 a 79 | 0     |
| 12    | 70 a 74 | 16    |
| 8     | 65 a 69 | 12    |
| 4     | 60 a 64 | 20    |
| 36    | 55 a 59 | 20    |
| 40    | 50 a 54 | 40    |
| 60    | 45 a 49 | 40    |
| 56    | 40 a 44 | 24    |
| 28    | 35 a 39 | 60    |
| 28    | 30 a 34 | 44    |
| 20    | 25 a 29 | 4     |
| 32    | 20 a 24 | 32    |
| 28    | 15 a 19 | 40    |
| 60    | 10 a 14 | 36    |
| 48    | 5 a 9   | 24    |
| 24    | 0 a 4   | 16    |

## Economia
El 2007 la població en edat de treballar era de 841 persones, 622 eren actives i 219 eren inactives. De les 622 persones actives 590 estaven ocupades (319 homes i 271 dones) i 32 estaven aturades (11 homes i 21 dones). De les 219 persones inactives 73 estaven jubilades, 92 estaven estudiant i 54 estaven classificades com a «altres inactius».

### Ingressos
El 2009 a Champigny hi havia 435 unitats fiscals que integraven 1.329 persones, la mediana anual d'ingressos fiscals per persona era de 23.459 €.

### Activitats econòmiques
Dels 46 establiments que hi havia el 2007, 1 era d'una empresa extractiva, 1 d'una empresa alimentària, 2 d'empreses de fabricació d'altres productes industrials, 14 d'empreses de construcció, 4 d'empreses de comerç i reparació d'automòbils, 4 d'empreses de transport, 3 d'empreses d'hostatgeria i restauració, 1 d'una empresa d'informació i comunicació, 1 d'una empresa immobiliària, 11 d'empreses de serveis, 1 d'una entitat de l'administració pública i 3 d'empreses classificades com a «altres activitats de serveis».
Dels 14 establiments de servei als particulars que hi havia el 2009, 2 eren paletes, 1 guixaire pintor, 2 fusteries, 1 lampisteria, 2 electricistes, 3 empreses de construcció, 2 perruqueries i 1 saló de bellesa.
L'únic establiment comercial que hi havia el 2009 era una botiga de menys de 120 m².
L'any 2000 a Champigny hi havia 5 explotacions agrícoles.

## Equipaments sanitaris i escolars
El 2009 hi havia 1 escola maternal i 1 escola elemental.

## Poblacions més properes
El següent diagrama mostra les poblacions més properes.